# Tarasa nototrichoides
Tarasa nototrichoides är en malvaväxtart som först beskrevs av Hochreutiner, och fick sitt nu gällande namn av Krapovickas. Tarasa nototrichoides ingår i släktet Tarasa och familjen malvaväxter. Inga underarter finns listade i Catalogue of Life.